# Brizanen
Die Brizanen, auch Brisaner, waren ein elbslawischer Volksstamm, der im frühen Hochmittelalter in der Prignitz siedelte. Das Zentrum ihres Einflussbereichs war das heutige Havelberg. Albrecht der Bär eroberte ihr Territorium während des Wendenkreuzzuges von 1147, nachdem ihr Herrscher das Christentum bereits angenommen hatte.
Siehe auch: Liste der slawischen Stämme